# Ilias Fifa
Ilias Fifa Temesmani (Tánger, 16 de mayo de 1989) es un deportista español de origen marroquí que compite en atletismo, especialista en las carreras de fondo.

## Trayectoria
Nació en Marruecos, y emigró sin papeles a España cuando tenía 16 años. En julio de 2015 adquirió la nacionalidad española.
Ganó una medalla de oro en el Campeonato Europeo de Atletismo de 2016 (5000 m) y una medalla de plata en el Campeonato Europeo de Atletismo en Ruta de 2025 (10 km por equipo). Participó en los Juegos Olímpicos de Río de Janeiro 2016, en la prueba de 5000 m, quedando noveno en su serie preliminar, sin poder clasificarse para la final.
Fue campeón de España de 5000 m en 2016, de 10 000 m en 2023 y 2024 y de 10 km ruta en 2025. Además, en 2025 estableció una nueva plusmarca de España en los 10 km ruta (27:41).
En octubre de 2017 fue detenido en el curso de una operación contra el dopaje y acabó siendo suspendido durante cuatro años por la AEPSAD; si bien, la Audiencia Nacional rebajó posteriormente su sanción a dos años, que se cumplieron a finales de 2019.

## Palmarés internacional
| Campeonato Europeo         | Campeonato Europeo         | Campeonato Europeo | Campeonato Europeo |
| Año                        | Lugar                      | Medalla            | Prueba             |
| -------------------------- | -------------------------- | ------------------ | ------------------ |
| 2016                       | Ámsterdam (Países Bajos)   | Medalla de oro     | 5000 m             |
| Campeonato Europeo en Ruta |                            |                    |                    |
| Año                        | Lugar                      | Medalla            | Prueba             |
| 2025                       | Bruselas/Lovaina (Bélgica) | Medalla de plata   | 10 km por equipo   |